# لنچستر، کانتی دورام
لنچستر (به انگلیسی: Lanchester) یک روستا و محله مدنی در بریتانیا است که در County Durham واقع شده‌است. لنچستر ۴٬۰۵۴ نفر جمعیت دارد.